# Taylorville (Illinois)
Taylorville es una ciudad ubicada en el condado de Christian en el estado estadounidense de Illinois. En el Censo de 2010 tenía una población de 11246 habitantes y una densidad poblacional de 368,79 personas por km².

## Geografía
Taylorville se encuentra ubicada en las coordenadas 39°33′46″N 89°18′30″O / 39.56278, -89.30833. Según la Oficina del Censo de los Estados Unidos, Taylorville tiene una superficie total de 30.49 km², de la cual 25.55 km² corresponden a tierra firme y (16.22%) 4.95 km² es agua.

## Demografía
Según el censo de 2010, había 11246 personas residiendo en Taylorville. La densidad de población era de 368,79 hab./km². De los 11246 habitantes, Taylorville estaba compuesto por el 96.75% blancos, el 0.82% eran afroamericanos, el 0.18% eran amerindios, el 0.58% eran asiáticos, el 0.06% eran isleños del Pacífico, el 0.36% eran de otras razas y el 1.25% pertenecían a dos o más razas. Del total de la población el 1.65% eran hispanos o latinos de cualquier raza.